# Saison 2013 des Red Sox de Boston
La saison 2013 des Red Sox de Boston est la 113e saison en Ligue majeure de baseball pour cette franchise.
Les Red Sox de Boston remportent en 2013 leur 8e Série mondiale en l'emportant sur les Cardinals de Saint-Louis en Série mondiale 2013 pour leur 3e titre en 10 ans. Ils sont aussi champions de la Ligue américaine.
Détenteurs de la meilleure fiche victoires-défaites de la Ligue américaine et de la meilleure du baseball majeur, à égalité avec les Cardinals, en saison régulière 2013, les Red Sox gagnent 97 matchs contre 65 défaites. Passant de la dernière à la première place de la division Est, où ils devance les Rays de Tampa Bay par 6 matchs, les Red Sox réalisent leur meilleure saison depuis 2004, gagnent un premier titre de section depuis 2007 et obtiennent une première qualification en séries éliminatoires depuis 2009. En saison régulière, ils gagnent 28 parties de plus qu'en 2012, le plus important progrès pour la franchise depuis les 33 victoires supplémentaires enregistrées de 1945 à 1946. En Séries de divisions 2013 de la Ligue américaine, les Red Sox éliminent les Rays avant de gagner la Série de championnat de la Ligue américaine sur les Tigers de Détroit.

## Contexte
Les Red Sox connaissent une éprouvante saison 2012 et terminent au dernier rang sur cinq équipes dans la division Est de la Ligue américaine. Leur fiche de 69 victoires et 93 défaites est leur moins bonne performance depuis 1965, pour une 24e place sur 30 équipes dans le baseball majeur. Les nombreux blessés n'aident en rien les performances du club, qui utilise 56 joueurs différents, un record de franchise. Le manager Bobby Valentine est congédié après une seule saison à la barre du club.

## Intersaison
Le 21 octobre 2012, moins de trois semaines après la fin de la saison, les Red Sox annoncent leur nouveau gérant John Farrell, qui succède à Bobby Valentine. Longtemps instructeur des Red Sox, Farrell dirigeait depuis deux ans les Blue Jays de Toronto et ceux-ci exigent de recevoir le joueur de champ intérieur Mike Avilés pour laisser Farrell retourner à Boston.
Les Red Sox sont actifs durant l'hiver sur le marché des agents libres et des transactions. Les acquisitions notables sont les agents libres David Ross, ancien receveur des Braves d'Atlanta, le lanceur partant droitier Ryan Dempster, le lanceur de relève droitier Koji Uehara, les voltigeurs Shane Victorino, Jonny Gomes et Ryan Sweeney, le joueur d'arrêt-court Stephen Drew et le joueur de premier but Lyle Overbay. Le 22 janvier 2013, les Sox mettent sous contrat le receveur Mike Napoli, dont le contrat prend du temps à être officialisé, l'ancien receveur des Rangers du Texas souffrant d'un problème chronique à la hanche qui inquiète l'équipe. Napoli devrait jouer au premier but pour Boston. Le frappeur désigné étoile David Ortiz, joueur des Red Sox depuis 2003, signe en novembre 2012 un nouveau contrat de deux ans à 26 millions de dollars.
Le 26 novembre 2012, les Red Sox obtiennent le stoppeur Joel Hanrahan et le joueur de champ intérieur Brock Holt des Pirates de Pittsburgh en leur échangeant les lanceurs droitiers Mark Melancon et Stolmy Pimentel, le premier but Jerry Sands et le joueur d'avant-champ Iván DeJesús. Un autre joueur d'avant champ, Mike Carp, est obtenu des Mariners de Seattle le 20 février 2013.
Après une seule saison à Boston, le voltigeur Cody Ross quitte via le marché des agents libres et rejoint les Diamondbacks de l'Arizona. Le premier but James Loney part chez les Rays de Tampa Bay. Enfin, après plusieurs décevantes saisons passées surtout sur la liste des blessés, le lanceur Daisuke Matsuzaka n'est pas de retour chez les Red Sox.

## Calendrier pré-saison
L'entraînement de printemps des Red Sox se déroule du 23 février au 30 mars 2013.

## Saison régulière
La saison régulière des Red Sox se déroule du 1er avril au 29 septembre 2013 et prévoit 162 parties. Elle débute par une visite aux Yankees de New York et les Orioles de Baltimore sont les visiteurs pour le premier match local à Boston le 8 avril.

### Avril
- 30 avril : Les Red Sox terminent le premier mois de la saison au premier rang de leur division avec 18 gains, ce qui égale leur record de franchise pour le plus de victoires en avril, égalant les performances de 1998 et 2003[14],[15].

### Mai
- 2 mai : Clay Buchholz des Red Sox est nommé meilleur lanceur du mois d'avril dans la Ligue américaine[15].

### Juillet
- 3 juillet : José Iglesias est nommé recrue par excellence du mois de juin dans la Ligue américaine[16].
- 12 juillet : Les Red Sox obtiennent le releveur gaucher Matt Thornton des White Sox de Chicago en retour du voltigeur des ligues mineures Brandon Jacobs[17].

### Septembre
- 19 septembre : Avec une victoire sur Baltimore, les Red Sox s'assurent d'une qualification en séries éliminatoires[18].
- 20 septembre : Les Red Sox remportent le championnat de la division Est de la Ligue américaine pour la première fois depuis 2007[19].
- 29 septembre : Les Red Sox complètent leur saison 2013 avec 97 victoires et 65 défaites, la meilleure fiche de la Ligue américaine et la meilleure du baseball majeur, à égalité avec les Cardinals de Saint-Louis de la Ligue nationale.

### Octobre
- 8 octobre : Les Red Sox éliminent les Rays de Tampa Bay trois victoires à une en Série de division et gagnent une première série éliminatoire depuis 2008[3].
- 19 octobre : Boston accède à sa première Série mondiale depuis 2007 en éliminant 4 parties à 2 les Tigers de Détroit en Série de championnat de la Ligue américaine[4].
- 24 octobre : La Série mondiale 2013 débute au Fenway Park de Boston entre les Red Sox et les Cardinals de Saint-Louis.

### Classement
| Ligue américaine (Division Est) | V  | D  | %    | Diff. | Diff. (séries) |
| ------------------------------- | -- | -- | ---- | ----- | -------------- |
| Red Sox de Boston               | 97 | 65 | ,599 | -     | -              |
| Rays de Tampa Bay               | 92 | 71 | ,564 | 5½    | -              |
| Orioles de Baltimore            | 85 | 77 | ,525 | 12    | 6½             |
| Yankees de New York             | 85 | 77 | ,525 | 12    | 6½             |
| Blue Jays de Toronto            | 74 | 88 | ,457 | 23    | 17½            |

## Affiliations en ligues mineures
| Niveau            | Équipe               | Ligue                   |
| ----------------- | -------------------- | ----------------------- |
| AAA               | Red Sox de Pawtucket | Ligue internationale    |
| AA                | Sea Dogs de Portland | Eastern League          |
| A-Advanced        | Red Sox de Salem     | Carolina League         |
| A                 | Greenville Drive     | South Atlantic League   |
| A (saison courte) | Lowell Spinners      | New York-Penn League    |
| Ligue des recrues | GCL Red Sox          | Gulf Coast League       |
| Ligue des recrues | DSL Red Sox          | Dominican Summer League |